# USNO CCD天體圖目錄
USNO CCD天體圖目錄（UCAC）是美國海軍天文台的一個天體量測星表。

## UCAC-1
2000年3月出版的第一版初版給出了南半球2,700多萬顆恒星的位置和自行，亮度範圍為8-16等。

## UCAC-2
第二版是國際天文學聯合會於2003年的會員大會在雪梨出版的，其中包括約5,000萬顆恒星的位置和自行。

## UCAC-3
第三版於2009年8月在里約舉行的天文學聯合會的大會上發表。

## UCAC-4
第四版於2012年8月出版。
自2015年春季起，使用URAT繼承觀測。

## UCAC-5
第五版於2017年2月出版。

## 外部連結
- UCAC home page （页面存档备份，存于）